# M/T Brestova
M/T Brestova je trajekt za lokalne linije u sastavu flote hrvatskog brodara Jadrolinije. Izgrađen je 1985. u Japanu, za potrebe japanskog naručitelja. Tamo je plovio do 1999. pod imenom Bisan. Tada ga kupuje Jadrolinija i preimenuje u Brestova. Trajekt obično održava linije riječkog okružja.
Trajekt trenutno plovi na liniji Ploče - Trpanj. Na toj je liniji prije bio M/T Mljet, no zbog izgradnje Pelješkog mosta, toliko velik trajekt na toj liniji nije potreban..
M/T Brestova je kapaciteta oko 70 automobila i 338 putnika.

## Vanjske poveznice
|  | Zajednički poslužitelj ima još gradiva o temi M/T Brestova |